# 齋藤大翔
齋藤 大翔（さいとう ひろと、2007年1月27日 - ）は、石川県金沢市出身のプロ野球選手（内野手）。右投右打。埼玉西武ライオンズ所属。

## 経歴

### プロ入り前
金沢高等学校では遊撃手として活躍したが、3年間で甲子園大会出場はなかった。高校3年の夏は、右肩に違和感があり痛み止めを飲みながらプレーしていた。高校通算14本塁打。
2024年10月24日に開催されたドラフト会議にて、1巡目で宗山塁、石塚裕惺の抽選を外した埼玉西武ライオンズから指名された。11月14日、契約金9000万円、年俸1000万円で入団に合意した（金額は推定）。背番号は2。担当スカウトは安達俊也。

## 詳細情報

### 背番号
- 2（2025年[7] - ）